# Kỳ tự trị Evenk
Kỳ tự trị Evenk (tiếng Evenk: Ewengki Aimanni Mvvngkeng Isihēr Gosa; tiếng Trung: 鄂温克族自治旗; bính âm: Èwēnkèzú Zìzhìqí, Hán Việt: Ngạc Ôn Khắc tự trị kỳ) là một kỳ tự trị của địa cấp thị Hulunbuir (Hô Luân Bối Nhĩ), khu tự trị Nội Mông Cổ, Trung Quốc. Kỳ nẳm ở phía nam của quận Hailar cũng thuộc Hulunbuir. Kỳ có diện tích 19.111 km ². Theo thống kê năm, tổng cư dân trong kỳ là 146.808 người và mật độ dân số là 7,68 người/km². Thủ phủ của kỳ là trấn Bayan Tohoi (巴彥托海鎮). Mặc dù mang tên gọi là kỳ tự trị Evenk, song trên thực tế dân tộc này chỉ chiếm 6,63% dân số của kỳ.

## Thành phần dân tộc (2000)
| Dân tộc    | Dân số | Tỷ lệ  |
| ---------- | ------ | ------ |
| Hán        | 89.780 | 61,15% |
| Mông Cổ    | 27.517 | 18,74% |
| Daur       | 13.943 | 9,5%   |
| Evenk      | 9.733  | 6,63%  |
| Mãn        | 3.775  | 2,57%  |
| Hồi        | 1.400  | 0,95%  |
| Triều Tiên | 235    | 0,16%  |
| Nga        | 159    | 0,11%  |
| Tích Bá    | 85     | 0,06%  |
| Oroqen     | 78     | 0,05%  |
| Khác       | 103    | 0,08%  |

### Trấn
- Ba Ngạn Thác Hải (巴彦托海镇)
- Ba Nhạn (巴雁镇)
- Y Mẫn Hà (伊敏河镇)
- Tích Ni Hà (锡尼河镇)

### Hương dân tộc
- Hương dân tộc Đạt Oát Nhĩ (Daur) Ba Ngạn Tháp Lạp (巴彦塔拉达斡尔族乡)

### Tô mộc
- Y Mẫn (伊敏苏木)
- Huy (辉苏木)

## Khí hậu
| Dữ liệu khí hậu của Kỳ tự trị Evenk     | Dữ liệu khí hậu của Kỳ tự trị Evenk | Dữ liệu khí hậu của Kỳ tự trị Evenk | Dữ liệu khí hậu của Kỳ tự trị Evenk | Dữ liệu khí hậu của Kỳ tự trị Evenk | Dữ liệu khí hậu của Kỳ tự trị Evenk | Dữ liệu khí hậu của Kỳ tự trị Evenk | Dữ liệu khí hậu của Kỳ tự trị Evenk | Dữ liệu khí hậu của Kỳ tự trị Evenk | Dữ liệu khí hậu của Kỳ tự trị Evenk | Dữ liệu khí hậu của Kỳ tự trị Evenk | Dữ liệu khí hậu của Kỳ tự trị Evenk | Dữ liệu khí hậu của Kỳ tự trị Evenk | Dữ liệu khí hậu của Kỳ tự trị Evenk |
| Tháng                                   | 1                                   | 2                                   | 3                                   | 4                                   | 5                                   | 6                                   | 7                                   | 8                                   | 9                                   | 10                                  | 11                                  | 12                                  | Năm                                 |
| --------------------------------------- | ----------------------------------- | ----------------------------------- | ----------------------------------- | ----------------------------------- | ----------------------------------- | ----------------------------------- | ----------------------------------- | ----------------------------------- | ----------------------------------- | ----------------------------------- | ----------------------------------- | ----------------------------------- | ----------------------------------- |
| Cao kỉ lục °C (°F)                      | −0.7 (30.7)                         | 4.1 (39.4)                          | 16.3 (61.3)                         | 30.0 (86.0)                         | 34.1 (93.4)                         | 40.1 (104.2)                        | 40.1 (104.2)                        | 37.2 (99.0)                         | 33.8 (92.8)                         | 26.8 (80.2)                         | 13.0 (55.4)                         | 2.7 (36.9)                          | 40.1 (104.2)                        |
| Trung bình ngày tối đa °C (°F)          | −19.6 (−3.3)                        | −14.0 (6.8)                         | −3.7 (25.3)                         | 9.6 (49.3)                          | 18.6 (65.5)                         | 24.8 (76.6)                         | 26.3 (79.3)                         | 24.5 (76.1)                         | 17.8 (64.0)                         | 8.0 (46.4)                          | −5.9 (21.4)                         | −16.5 (2.3)                         | 5.8 (42.5)                          |
| Trung bình ngày °C (°F)                 | −25.7 (−14.3)                       | −21.4 (−6.5)                        | −10.8 (12.6)                        | 2.6 (36.7)                          | 11.3 (52.3)                         | 18.0 (64.4)                         | 20.3 (68.5)                         | 18.1 (64.6)                         | 10.5 (50.9)                         | 0.8 (33.4)                          | −12.3 (9.9)                         | −22.2 (−8.0)                        | −0.9 (30.4)                         |
| Tối thiểu trung bình ngày °C (°F)       | −30.5 (−22.9)                       | −27.1 (−16.8)                       | −17.2 (1.0)                         | −3.7 (25.3)                         | 3.5 (38.3)                          | 10.8 (51.4)                         | 14.4 (57.9)                         | 12.2 (54.0)                         | 4.2 (39.6)                          | −4.9 (23.2)                         | −17.4 (0.7)                         | −26.9 (−16.4)                       | −6.9 (19.6)                         |
| Thấp kỉ lục °C (°F)                     | −46.5 (−51.7)                       | −42.6 (−44.7)                       | −34.0 (−29.2)                       | −22.4 (−8.3)                        | −10.9 (12.4)                        | −0.6 (30.9)                         | 4.1 (39.4)                          | 0.5 (32.9)                          | −8.2 (17.2)                         | −21.4 (−6.5)                        | −39.0 (−38.2)                       | −42.7 (−44.9)                       | −46.5 (−51.7)                       |
| Lượng Giáng thủy trung bình mm (inches) | 3.7 (0.15)                          | 3.0 (0.12)                          | 4.8 (0.19)                          | 11.9 (0.47)                         | 21.5 (0.85)                         | 49.5 (1.95)                         | 91.1 (3.59)                         | 86.0 (3.39)                         | 31.2 (1.23)                         | 14.1 (0.56)                         | 4.9 (0.19)                          | 6.1 (0.24)                          | 327.8 (12.93)                       |
| Độ ẩm tương đối trung bình (%)          | 75                                  | 74                                  | 67                                  | 51                                  | 45                                  | 58                                  | 70                                  | 71                                  | 65                                  | 62                                  | 71                                  | 76                                  | 65                                  |
| Nguồn:                                  |                                     |                                     |                                     |                                     |                                     |                                     |                                     |                                     |                                     |                                     |                                     |                                     |                                     |